# Ilona Chevakova
Ilona Chevakova (* 16. Juli 1986 in Sankt Petersburg, RSFSR, Sowjetunion) ist eine finnische Schauspielerin und Synchronsprecherin.

## Leben
Chevakova wurde am 16. Juli 1986 in Sankt Petersburg, damals Leningrad, geboren. Im Alter von fünf Jahren zog sie mit ihrer Familie, darunter eine ältere Schwester, nach Finnland. Sie ist bilingual mit Russisch und Finnisch als Muttersprachen aufgewachsen und lernte außerdem Schwedisch und Englisch. 2008 schloss sie ihr 2005 an der Millennium Performing Arts in London begonnenes Schauspielstudium ab. 2015 nahm sie Tanzunterricht am Broadway Dance Centre in New York City. Sie ist Mutter von zwei Kindern.
2016 gab Chevakova in der Fernsehserie Bordertown als Episodendarstellerin ihr Fernsehschauspieldebüt. Nach kleineren Rollen in verschiedenen Film- und Fernsehserienproduktionen war sie ab 2019 in der Rolle der Sabrina Mustavaara in der Telenovela Salatut elämät zu sehen. Bis einschließlich 2021 mimte sie die Rolle in 168 Episoden. Danach wirkte sie in einzelnen Episoden verschiedener finnischer Fernsehserien mit. 2022 stellte sie im Netflix Original The Last Kingdom in drei Episoden die Rolle der Ingrith dar. 2023 verkörperte sie dieselbe Rolle im dazugehörigen Spielfilm The Last Kingdom: Seven Kings Must Die. Im selben Jahr spielte sie die wiederkehrende Rolle der Kastehelmi in der Fernsehserie Kaksosenergiaa.

## Filmografie (Auswahl)
- 2016: Bordertown (Fernsehserie, Episode 1x06)
- 2017: Psykoosi (Kurzfilm)
- 2017: Pelimies (Fernsehserie, Episode 2x01)
- 2017: Vita Fortuna (Kurzfilm)
- 2018: MC-Helper 3
- 2018: Arctic Circle – Der unsichtbare Tod (Ivalo/Arctic Circle, Fernsehserie, 2 Episoden)
- 2019: Vihanpidot
- 2019–2021: Salatut elämät (Fernsehserie, 168 Episoden)
- 2020: Teräsleidit
- 2020: Aika jonka sain
- 2021: Luokkakokous 3
- 2021: Pahan väri (Fernsehserie, Episode 1x06)
- 2021: Maria Kallio (Fernsehserie, 2 Episoden)
- 2021: Deadwind (Fernsehserie, Episode 3x02)
- 2021: Modernit miehet (Fernsehserie, Episode 3x04)
- 2022: The Last Kingdom (Fernsehserie, 3 Episoden)
- 2022: MC Helper beKINGs
- 2022: Free Skate
- 2022: Lunastajat
- 2023: The Last Kingdom: Seven Kings Must Die
- 2023: Kaksosenergiaa (Fernsehserie, 7 Episoden)